# Зубе, Карола
Карола Зубе (нем. Karola Sube, род. 28 апреля 1964, Берлин, ГДР), позднее Карола Цише (нем. Karola Ziesche), — восточногерманская спортивная гимнастка.
Бронзовая медалистка Олимпийских игр 1980 года в Москве в командных соревнованиях (в составе команды ГДР). По личной сумме разделила 23-е место и в финал в многоборье (а также ни в одном из отдельных видов) не вышла.
Кроме того, годом и двумя ранее, в 1978 году в Страсбурге и в 1979 году в Форт-Уорте, завоевывала с командой бронзу чемпионатов мира.